# Audicana
Audicana (en euskera y oficialmente Audikana) es un concejo del municipio de Barrundia, en la provincia de Álava, País Vasco (España). 

## Toponimia
El nombre de la población aparece en la Reja de San Millán como Audicana (1025). A lo largo de los siglos se cita con distintas denominaciones en la documentación existente: Abdicana (1257), Andicana (1295), Abdicana (1299), Audicana (1393, 1551) o Avdicana (1512). El nombre del concejo provendría del antropónimo Audicus, variante romanizada de Audacos, de posible origen vasco.

## Geografía física
Con una altitud de 584 m, la población de Audikana/Audicana está situada en las laderas norte y este de un cerro conocido como El Montico, que limita al norte con la sierra de Aldaia.

### Ubicación
| Noroeste: Guevara   | Norte: Etura            | Nordeste: Larrea |
| Oeste: Mendíjur     |                         | Este: Heredia    |
| Suroeste: Argómaniz | Sur: Echávarri-Urtupiña | Sureste: Dallo   |

## Despoblado
Forma parte del concejo una fracción del despoblado de:
- Maranchona.[3]

## Historia
Hacia mediados del siglo XIX, el lugar, ya por entonces perteneciente a Barrundia, tenía contabilizada una población de 51 habitantes. Aparece descrito en el tercer volumen del Diccionario geográfico-estadístico-histórico de España y sus posesiones de Ultramar de Pascual Madoz con las siguientes palabras:

AUDICANA: l. en la prov. de Alava, dióc. de Calahorra (21 leg.), vicaria de Salvatierra, part. jud. de Vitoria (2 3/4), herm. y ayunt. de Barrundia (1): sit. en una llanura á la izq. del r. Zadorra: clima sano: tiene escuela de instruccion primaria, dotada con 510 rs., y asisten 13 niños y 9 niñas. La igl. parr. (San Juan Bautista) está servida por 2 beneficiados, uno de los caules ejerce la cura de alm. Su escaso térm. confina al N. con Larrea; por E. con Dallo; al S. con Echavarri de Urtupiña, y por O. con Etura: le baña el mencionado Zadorra, sobre el cual tiene 1 buen puente de piedra, y 1 molino harinero: el terreno es fértil, con especialidad unas 500 fan. de tierra destinadads al cultivo: hay caminos en distintas direcciones y medianamente cuidados, aunque penosos en el invierno: el correo se recibe de la cap. de prov. á su paso para la del ayunt.: prod. trigo, maiz, cebada, avena, mijo, patatas, habas, otras legumbres y hortalizas: cria algun ganado; se encuentra poca caza, pero disfruta de la pesca en el Zadorra: pobl.: 10 vec., 51 alm.: su riqueza y contr. (V. Alava intendencia).
(Madoz, 1846, p. 108)

En 2022, tenía empadronados 25 habitantes.

## Demografía
| Gráfica de evolución demográfica de Audicana entre 2000 y 2017 |
|                                                                |
| Población de derecho según los censos de población del INE.    |

## Cultura

### Patrimonio material

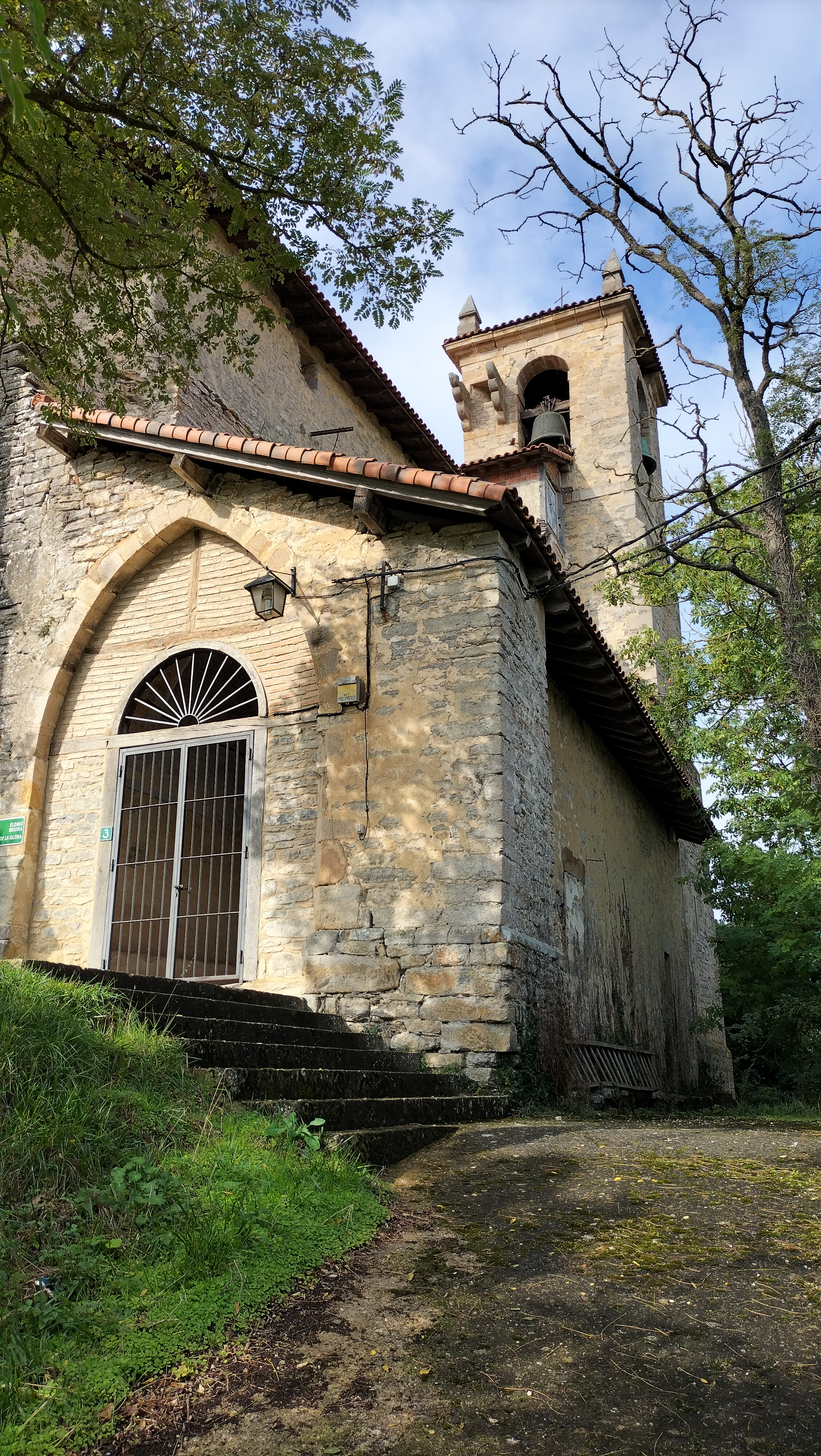
Iglesia de San Juan Bautista

Iglesia de San Juan Bautista.Templo fortaleza en sus orígenes, la fábrica del edificio conserva restos medievales (posiblemente del siglo XIII) sobre todo en su cara norte. La portada es de finales del siglo XVI. La pila bautismal, de pie cilíndrico y con la taza decorada por arquillos ciegos de herradura, es medieval. Los retablos mayor y laterales son neoclásicos de finales del siglo XVIII.

### Patrimonio inmaterial

#### Festividades
Las fiestas de Audikana se celebran el 24 de junio, san Juan Bautista.